# West Sussex Football League
De West Sussex Football League is een Engelse regionale voetbalcompetitie. Er zijn twaalf divisies verspreid over zes verschillende niveaus. De Premier Division bevindt zich op het twaalfde niveau in de Engelse voetbalpiramide. De kampioen van de Premier Division kan promoveren naar de Sussex County Football League (Division Three).